# Пахвинний канал
Паховий канал (лат. canalis inguinalis)  — хід в нижній частині передньої черевної стінки, в якому у чоловіків проходить сім'яний канатик, а у жінок кругла зв'язка матки.

## Анатомія
Паховий канал є парним утворенням, яке розташовується зліва і справа в нижньому відділі пахвинної ділянки безпосередньо вище медіальної половини пахвинної зв'язки і латеральніше нижньої частини сухожилкової піхви прямого м'язу живота.

### Межі
Паховий канал найлегше просторово уявити у вигляді циліндра, що простягається від глибокого пахвинного кільця до поверхневого пахвинного кільця.
Для визначення меж пахвинного каналу його типово розглядають як куб, що має шість стінок. За винятком глибокого пахвинного кільця і поверхневого пахвинного кільця, пахвинний канал обмежується чотирма стінками які, як правило, називають «передня стінка», «задня стінка», «верхня стінка», і «нижня стінка».
Один із способів запам'ятовування меж пахвинного каналу полягає у використанні мнемонічної фрази «MALT»(лат.), яка «розгортається» починаючи з верхньої стінки пахвинного каналу проти годинникової стрілки:
- M — muscles (м'язи — верхня стінка)
- A — aponeuroses (апоневроз — передня стінка)
- L — ligaments (зв'язки — нижня стінка)
- T — transversalis/tendon (поперечна фасція/з'єднаний сухожилок — задня стінка)

### Напрямок

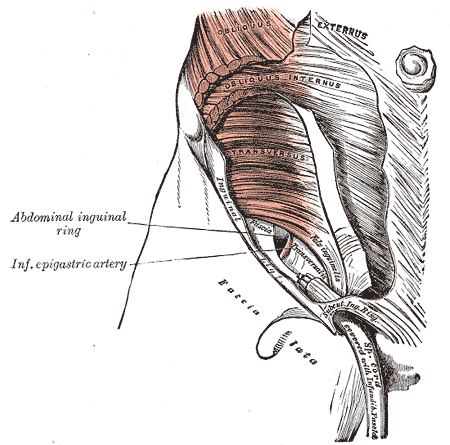
Верхня, задня і нижня стінки пахвинного каналу

Паховий канал спрямований косо зверху вниз, ззовні до середини і ззаду наперед. Його поздовжна вісь стосовно пахвинної зв'язки утворює кут 15°.

### Розміри
Довжина пахового каналу у дорослої людини становить 3,7—6 см, ширина — 1—2,5 см.

### Вміст
У чоловіків пахвинний канал заповнений сім'яним канатиком, у жінок — круглою зв'язкою матки.

## Статеві особливості
Окрім відмінностей стосовно вмісту, у чоловіків пахвинний канал має більші розміри і є більше розвинутим.
Стінки пахвинного каналу
| | Верхня стінка: внутрішній косий м'яз живота поперечний м'яз живота                                                                     | |
| Передня стінка: апоневроз зовнішнього косого м'яза живота апоневроз внутрішнього косого м'яза живота (лише латеральна третина каналу) поверхневе пахвинне кільце (лише медіальна третина каналу) | ПАХВИННИЙ КАНАЛ | Задня стінка: поперечна фасція пахвинний серп (лише медіальна третина каналу) глибоке пахвинне кільце (лише латеральна третина каналу) |
| | Нижня стінка: пахвинна зв'язка лакунарна зв'язка (лише медіальна третина каналу) здухвинно-лонний тяж (лише латеральна третина каналу) | |

## Клінічне значення
Пахвинний канал фізіологічно є найслабшим місцем передньої черевної стінки. За різних патологічних обставин послаблення черевної стінки і розширення отворів пахвинного каналу може призвести до утворення грижі.

## Патологія
- Пахвинна грижа
- Грижа Гілмора
- Кіста сім'яного канатика